# Hamid Karzai
Hamid o Hamed Karzai (paixtu: حامد کرزي, Ḥāmid Karzay; persa: حامد کرزی) (Karz, 1957) és un polític afganès d'ètnia paixtu, president de l'Afganistan des del 7 de desembre de 2004 fins al 29 de setembre de 2014.
El seu govern fou marcat per la guerra que seguí a la invasió nord-americana d'Afganistan el 2001 i s'allargà fins al 2021. Karzai fou col·locat amb el suport dels invasors arran dels Acords de Bonn entre els diferents senyors de la guerra després de la caiguda del govern Talibà anterior, en l'anomenada Autoritat Interina Afganesa, amb l'aval dels Estats Units i el desplegament de ISAF, més endavant substituïda per l'OTAN.
Karzai és considerat un islamista moderat pertanyent a una família d'ètnia paixtu de gran influència. Va lluitar durant la guerra de l'Afganistan contra l'exèrcit soviètic en la dècada dels anys 80, estant a càrrec de l'oficina de Sebgatullah Mojadeddi, el cap d'un dels grups mujahidins que van lluitar contra el règim prosoviètic i que tenia lligams amb la CIA.
Després de la retirada dels soviètics va participar en el govern afganès des de 1987 a 1991. Amb l'arribada del règim talibà, es va exiliar a París. Karzai va ser designat com a president de l'Administració Transitòria el 22 de desembre de 2001 després de l'Acord de Bonn del 5 de desembre consegüent a la invasió de la coalició internacional i al derrocament del règim dels talibans. Va ser nomenat president interí de l'administració afganesa de transició per la Loia Jirga (Assemblea de notables i caps de tribu) del 19 de juny de 2002.
El 2 de novembre de 2004 hi va haver eleccions presidencials, promogudes pels Estats Units. Karzai en va ser proclamat vencedor amb un 55,4% dels vots, integrant un govern de coalició entre diferents faccions i senyors de la guerra. Malgrat els resultats oficials, les eleccions foren denunciades com a fraudulentes per diverses institucions i per l'oposció,
Tot i ser el màxim representant del poder central, en la pràctica la seva autoritat només és efectiva a la capital, Kabul, i a certes àrees controlades per les forces internacionals. L'escassa capacitat de l'exèrcit afganès i el domini a la major part del país dels diferents "senyors de la guerra" fan difícil exercir una autoritat efectiva sobre la totalitat del territori afganès.
El seu govern s'ha caracteritzat per permetre una total llibertat d'acció i impunitat de les tropes internacionals establertes al país, en un clima polític i social caòtic causat per la guerra amb els talibans i el terrorisme fonamentalista. Segons els seus partidaris Karzai ha treballat per assolir una integració de les diferents tribus i grups armats en l'estructura estatal i en la celebració de les eleccions legislatives del 18 de setembre de 2005.
La resolució de l'ONU 65/8 del 4 de novembre de 2010, va denunciar la situació de vulneració dels drets humans per part del govern l'oposició. diferents organitzacions van denunciar també les vulneracions de drets i la impunitat de les tropes nord-americanes, britàniques i d'altres països, que estan sota investigació de la Cort Penal Internacional.
Les acusacions de corrupció de la seva administració sota la protecció de l'OTAN foren constants. El desviament de les massives ajudes econòmiques rebudes per l'Afghanistan dels EUA hauria estat tolerat i impulsat pels mateixos patrocinadors per poder sostenir els seus aliats. D'acord amb els "Afghanistan papers" (entrevistes realitzades pels mateixos militars nord-americans i publicades per la premsa l'any 2019), la CIA, l'exèrcit dels Estats Units, el Departament d'Estat i altres agències van utilitzar diners en efectiu i contractes lucratius per guanyar-se la lleialtat dels senyors de la guerra afganesos.
El 2007, amb l'ampliació a l'est i sud de l'Afganistan de les operacions de l'OTAN i amb l'augment de l'ofensiva dels talibans, el president Karzai va realitzar una oferta de pau a aquests darrers avalat pels Estats Units i l'ONU. Els rebels van rebutjar la proposta mentre les tropes de l'OTAN segueixin en el país.
El 2009 tornà a ser proclamat guanyador de es eleccions, amb noves acusacions de frau, en un país on les forces del govern amb els suport dels EUA controlaven només una fracció del territori. Senos el Washington Post va guanyar la reelecció després que els seus aliats omplissin milers d'urnes. Més tard va admetre que la CIA havia lliurat bosses d'efectiu a la seva oficina durant anys, qualificant-ho de "gens inusual".
El seu darrer mandat acabà el setembre de 2014, essent succeït per Ashraf Ghani, que governaria fins al 2021, quan la retirada dels EUA del país suposaria la ràpida caiguda del règim i el retorn al poder dels talibans.